# انتونيو بينيلا ميرندا
انتونيو بينيلا ميرندا (بالإسبانية: Antonio Pinilla) (25 فبراير 1971 إسبانيا - ) هو لاعب كرة قدم إسباني، شارك في الألعاب الأولمبية الصيفية 1992.

## روابط خارجية
- انتونيو بينيلا ميرندا على موقع الاتحاد الدولي (مؤرشف)  (الإنجليزية)
- انتونيو بينيلا ميرندا على موقع قاعدة بيانات كرة القدم.إي يو (الإنجليزية)
- انتونيو بينيلا ميرندا على موقع Soccerway.com (الإنجليزية)
- انتونيو بينيلا ميرندا على موقع أوليمبيديا (الإنجليزية)